# 湛田乡
湛田乡，是中华人民共和国江西省赣州市宁都县下辖的一个乡镇级行政单位。

## 行政区划
湛田乡下辖以下地区：
湛田村、吉富村、李村、长乐村、大富足村、坳下村、井源村、新田村和李家坊村。